# Первушин, Павел Фёдорович
Павел Фёдорович Первушин (1914, Российская империя — 1990, РСФСР, СССР) — советский актёр кино.

## Биография
П. Ф. Первушин родился в 1914 году.
Его отец — Фёдор Хрисанфович Первушин (1881—1921) — был комиссаром труда местного совета в Кронштадте. После подавления антисоветского Кронштадтского мятежа в марте 1921 года комиссар Первушин будет расстрелян. Реабилитирован посмертно, так как впоследствии выяснилось, что он не был врагом Советской власти. А тогда Павел Первушин и его брат Владимир были отданы в детский дом. Спустя годы, брат Владимир станет партийным и профсоюзным работником. Сам же Павел изберёт для себя актёрскую стезю.
Ушёл из жизни в 1990 году.

## Фильмография
1. 1938 — Налим (короткометражный) — Герасим
2. 1938 — Одиннадцатое июля  — партизан (нет в титрах)
3. 1941 — Песнь о дружбе — Петька (нет в титрах)
4. 1953 — Налим (короткометражный) — эпизод
5. 1957 — Балтийская слава — анархист
6. 1957 — Смерть Пазухина — дьячок
7. 1957 — Улица полна неожиданностей — грабитель
8. 1958 — Капитан первого ранга — боцман
9. 1958 — Отцы и дети — эпизод
10. 1959—1961 — Поднятая целина — Фрол Рваный (1 серия)
11. 1959 — Либерал (короткометражный) — Везувиев, чиновник, сослуживец Понимаева
12. 1959 — Токтогул — эпизод
13. 1960 — Алкогольные психозы (короткометражный) — пациент К.
14. 1960 — Дама с собачкой — эпизод
15. 1960 — Домой — эпизод
16. 1960 — Люблю тебя, жизнь — дед Егорки
17. 1960 — Плохая примета (короткометражный)
18. 1960 — Человек с будущим — спасший Ивана
19. 1961 — Анафема (короткометражный) — рубщик дров
20. 1962 — После свадьбы — Саётыч, рабочий в колхозной мастерской
21. 1963 — Армия «Трясогузки» — эпизод
22. 1963 — Мандат — Митрич, член продотряда
23. 1964 — Донская повесть — красный казак
24. 1964 — Зайчик — рабочий сцены
25. 1964 — Мать и мачеха — приятель заведующего скотомогильником
26. 1964 — Пока фронт в обороне — советский офицер, на передовой во время сражения
27. 1965 — Заговор послов — посетитель ресторана
28. 1965 — Музыканты одного полка — надзиратель
29. 1965 — Первая Бастилия — эпизод
30. 1967 — Интервенция — Степан
31. 1967 — Первороссияне — эпизод
32. 1967 — Свадьба в Малиновке — бандит
33. 1967 — Татьянин день — извозчик
34. 1967 — Тихая Одесса — чекист
35. 1968 — Виринея — казак
36. 1968 — Снегурочка — эпизод
37. 1969 — Белый флюгер — мужик
38. 1969 — Киноальманах «Мальчишки». Новелла 2. Это именно я (короткометражный) — прохожий со столом
39. 1969 — Мой папа — капитан — Тихон Пухов
40. 1969 — На пути в Берлин — Пётр Лукич
41. 1969 — Невероятный Иегудиил Хламида
42. 1970 — Африканыч — Пятак, приятель Африканыча
43. 1970 — Любовь Яровая — караульный
44. 1970 — Стреляй вместо меня — рыболов
45. 1970 — Счастье Анны — селянин
46. 1970 — Удивительный заклад — доктор
47. 1970 — Хозяин — эпизод
48. 1972 — Взрывники — рабочий
49. 1971 — Драма из старинной жизни — эпизод
50. 1971 — Найди меня, Лёня! — шарманщик
51. 1972 — Дела давно минувших дней… — надзиратель в тюрьме
52. 1973 — Горя бояться — счастья не видать — старик в трактире старого Пантелея (в 1-й и 2-й сериях)
53. 1973 — Земля Санникова — половой
54. 1973 — Игра — учитель
55. 1974 — Блокада. Часть первая. Фильм первый. Лужский рубеж; Фильм второй. Пулковский меридиан — дядя Егор
56. 1974 — В то далёкое лето… — дед Егор
57. 1974 — Верный друг Санчо — Иван Калистратович, директор школы
58. 1974 — Пламя — селянин
59. 1974 — Под каменным небом (Норвегия/СССР) — норвежский рыбак
60. 1974 — Рождённая революцией. 1-я серия. Трудная осень (ТВ) — Силыч, рабочий-путиловец
61. 1974 — Сержант милиции (ТВ) — Фрол Петров, сапожник (3-я серия)
62. 1975 — Атака с ходу
63. 1975 — Дневник директора школы — школьный завхоз (нет в титрах)
64. 1975 — Долгие вёрсты войны (ТВ) — Чумак
65. 1976 — Венок сонетов — Павел Иванович, преподаватель биологии
66. 1976 — Сентиментальный роман — жилец
67. 1976 — Строговы (ТВ) — дед Лычок
68. 1977 — Буйный «Лебедь» — эпизод
69. 1977 — Вторая попытка Виктора Крохина — эпизод
70. 1977 — Нос (ТВ) — приказчик
71. 1979 — Впервые замужем — селянин
72. 1979 — Нескладуха (короткометражный) — сонный мужик в валенках
73. 1980 — Последний побег — Павел, кадровик
74. 1981 — Личной безопасности не гарантирую... — Фёдор
75. 1981 — Это было за Нарвской заставой (ТВ) — эпизод
76. 1983 — Я тебя никогда не забуду — председатель завкома
77. 1985 — Переступить черту (ТВ) — Павел Фёдорович, гардеробщик (1-я серия)
78. 1986 — Киноальманах «Исключения без правил». Новелла 2. Золотая пуговица (короткометражный) (ТВ) — путеец убирающий снег
79. 1987 — Сказка про влюблённого маляра
80. 1988 — Жизнь Клима Самгина (ТВ) — эпизод
81. 1988 — Презумпция невиновности — генерал милиции
82. 1989 — Бродячий автобус
83. 1989 — Навеки — 19 (ТВ) — эпизод (2-я серия)
84. 1989 — Песнь, наводящая ужас — эпизод
85. 1990 — Новая Шахерезада — эпизод